# Stefan Mikołajczak
Stefan Wojciech Mikołajczak (ur. 26 października 1951 w Krzyżankach, zm. 1 kwietnia 2019 w Poznaniu) – polski polityk, samorządowiec, marszałek województwa wielkopolskiego w latach 1998–2005, wiceprezes Zarządu Głównego Związku Ochotniczych Straży Pożarnych RP.

## Życiorys
Syn Stanisława i Melanii. Ukończył studia na Wydziale Rolnictwa Akademii Rolniczej w Poznaniu. Przez kilkanaście lat pełnił kierownicze funkcje w Rolniczej Spółdzielni Produkcyjnej w Lechlinie. Od 1988 do 1990 zajmował stanowisko wicewojewody poznańskiego, następnie do 1998 był dyrektorem Wydziału Rolnictwa w Urzędzie Wojewódzkim w Poznaniu.
W latach 1998–2006 przez dwie kadencje zasiadał w Sejmiku Województwa Wielkopolskiego. 9 listopada 1998 został marszałkiem województwa. Urząd formalnie sprawował od utworzenia samorządu wojewódzkiego (od 1 stycznia 1999) do 10 października 2005, kiedy to w trakcie II kadencji zastąpił go Marek Woźniak.
Związany był z Sojuszem Lewicy Demokratycznej (nie należąc do partii). W 2005 i 2007 bez powodzenia kandydował w wyborach parlamentarnych (odpowiednio do Senatu z własnego komitetu i do Sejmu z listy Lewicy i Demokratów). W 2010 został radnym sejmiku, utrzymał mandat także w 2014. Na samym początku V kadencji zrezygnował z zasiadania w klubie SLD Lewica Razem, dołączając wkrótce do klubu radnych Platformy Obywatelskiej. W 2018 nie ubiegał się o reelekcję.
Był działaczem OSP, pełnił funkcję wiceprezesa Zarządu Głównego Związku Ochotniczych Straży Pożarnych Rzeczypospolitej Polskiej oraz prezesa zarządu Oddziału Wojewódzkiego ZOSP RP Województwa Wielkopolskiego im. generała Stanisława Taczaka.
Pochowano go na cmentarzu parafialnym w Skokach.

## Odznaczenia i wyróżnienia
W 2000 odznaczony Krzyżem Kawalerskim Orderu Odrodzenia Polski, a w 2005 Srebrnym Medalem „Zasłużony Kulturze Gloria Artis”.
W 2010 otrzymał Złotą Odznakę „Zasłużony dla Ochrony Przeciwpożarowej”. Był odznaczony także Medalem Komisji Edukacji Narodowej oraz Złotym Znakiem Związku Ochotniczych Straży Pożarnych Rzeczypospolitej Polskiej.
Wyróżniony tytułami honorowego obywatela Grodziska Wielkopolskiego i Wągrowca.